# Schirmacher-Oase
Koordinaten: 70° 45′ 0″ S, 11° 40′ 0″ O

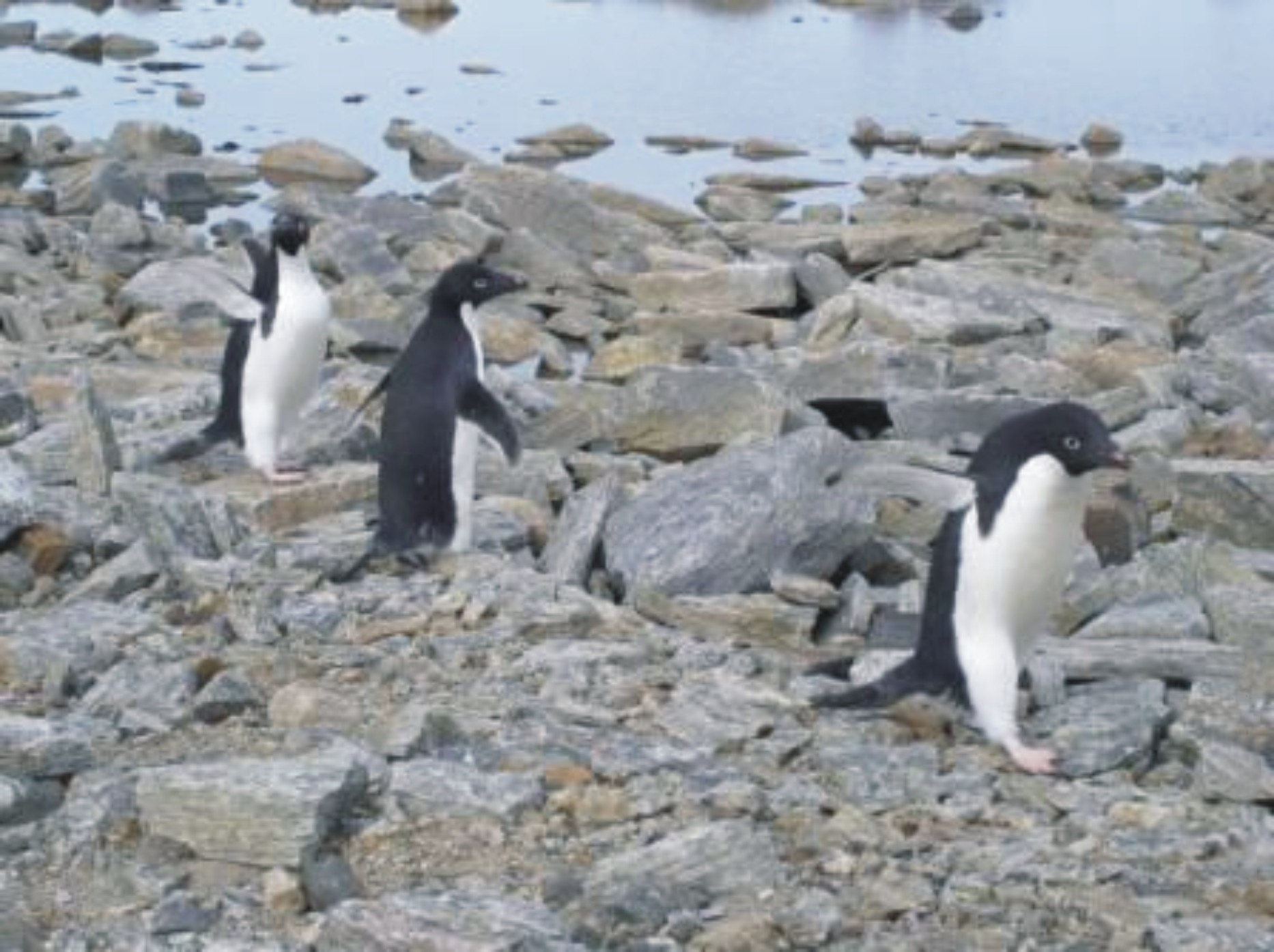
Schirmacher-Oase: Adeliepinguine in der Nähe der russischen Nowolasarewskaja-Station

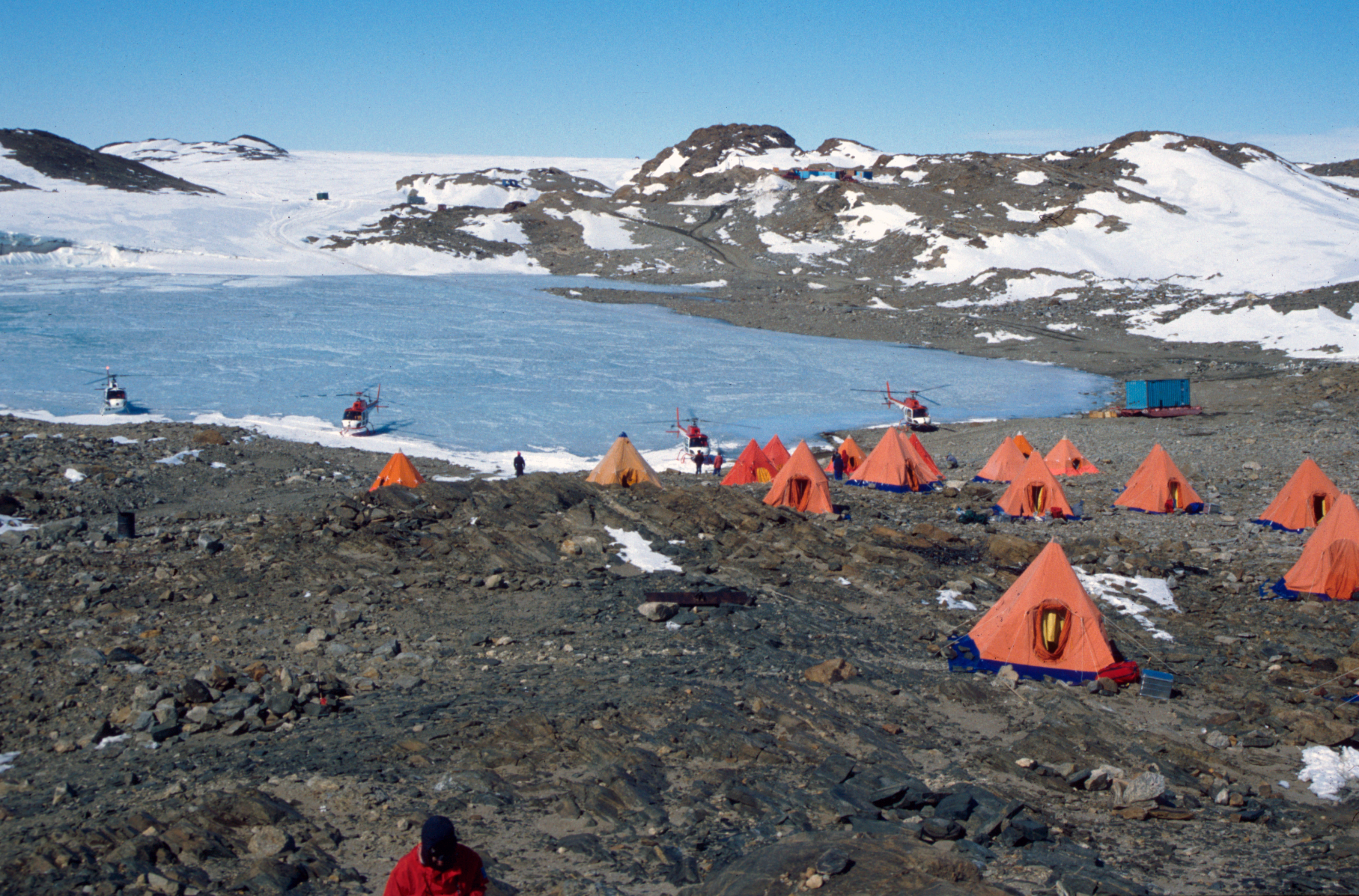
Basiscamp der GeoMaud-Expedition

Die Schirmacher-Oase (auch Schirmacher-Seenplatte genannt) ist ein 25 km langes und bis zu 3 km breites, schnee- und eisfreies Hügelplateau mit über 100 Süßwasserseen an der Prinzessin-Astrid-Küste im Königin-Maud-Land in der Ostantarktis. Das Gebiet dieser mit 34 km² Fläche kleinsten Antarktischen Oase ist eine für Ostantarktika typische küstennahe Frostschuttwüste.

## Geografie
Das zwischen dem Nowolasarewskaja (Nivl)- Schelfeis und dem Inlandeis gelegene und im Durchschnitt 100 m hohe Plateau der Schirmacher-Oase bildet eine Barriere für den nordwärts fließenden Inlandeisstrom. Am nördlichen Rand der Oase befinden sich sogenannte Epi-Schelfeisseen, vom Ozean getrennte Meeresbuchten, die wegen ihrer unter dem Eis bestehenden Verbindungen mit dem Ozean Meerestideneffekte aufweisen. Die Epi-Schelfeisseen können sowohl reines Süßwasser als auch Meerwasser, das von Süßwasser überlagert wird, enthalten. Das Inlandeis südlich der Schirmacher-Oase erreicht Höhen von 1500 m. Die Nunatakgruppen Skaly Instituta Geologii Arktiki (Skaly IGA) und Basisny-Kit ragen über das Inlandeis hinaus. Zwischen dem küstennahen Inlandeis und dem Wegener-Inlandeis-Plateau liegt das Wohlthat-Massiv.
Die höchste Erhebung in der Schirmacher-Oase ist der Rebristajaberg mit einer Höhe von 228 m. Mit 34,5 m ist der See Glubokoje der tiefste Binnensee der Schirmacher-Oase. Der mit 0,5 km² flächenmäßig größte See der Oase ist der See Sub.

## Klima
Die Schirmacher-Oase hat ein für antarktische Verhältnisse mildes Klima; die mittlere Jahrestemperatur beträgt −10,4 °C, die mittlere jährliche Windgeschwindigkeit 9,7 m/s, der mittlere Jahresniederschlag 264,5 mm, es gibt 350 Sonnenstunden pro Monat. Unter Beachtung der positiven Strahlungsbilanz wird das Klima der Schirmacher-Oase regional in die Zone des Küstenklimas eingeordnet.

## Fauna und Flora
Der felsige Untergrund bietet einigen anspruchslosen Pflanzen wie Moosen und Flechten Lebensraum. Tierisches Leben in der Oase ist selten. Ausnahmen sind der Antarktis-Skua, der Antarktiksturmvogel, der Schneesturmvogel und die Buntfuß-Sturmschwalbe. Gelegentlich besuchen Adeliepinguine die Schirmacher-Oase.

## Geschichte
Die Deutsche Antarktische Expedition 1938/39 unter der Leitung von Kapitän Alfred Ritscher benutzte zwei Flugboote vom Typ Dornier Wal, die von dem Katapultschiff Schwabenland gestartet wurden, zu Luftbildflügen. Der Flugkapitän des Flugbootes „Boreas“, Richardheinrich Schirmacher (1909–?), entdeckte am 3. Februar 1939 vom Flugzeug aus die nach ihm benannte Oase und das Wohlthat-Massiv.

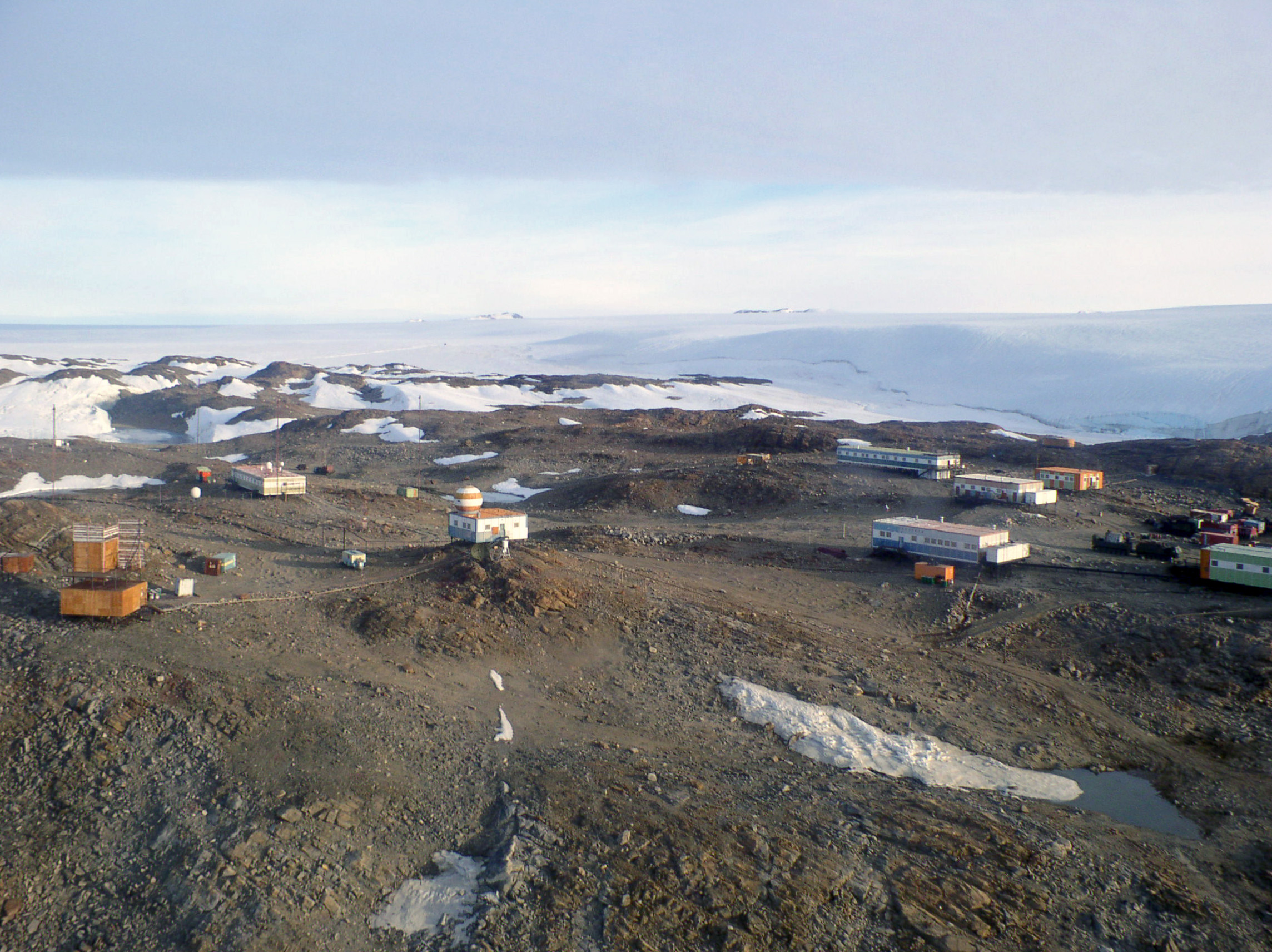
Die Nowolasarewskaja-Station in der Schirmacher-Oase

### Nowolasarewskaja-Station
Am 10. März 1959 errichtete die Sowjetunion auf dem Schelfeis in der Region der Schirmacher-Oase die Forschungsstation Lasarew. Die Station wurde 1961 in die Oase selbst umgesetzt und erhielt den Namen Nowolasarewskaja. Die maximale Besatzung der Station beträgt im Sommer bis zu 70 Personen. Im Winter sind durchschnittlich 30 Wissenschaftler und Techniker in der Nowolasarewskaja-Station tätig. Die naturwissenschaftlichen Forschungen umfassen die Fachgebiete der Geodäsie, Glaziologie, Limnologie, Geomagnetik, Geologie, Biologie, Meteorologie, Seismologie und weitere Spezialgebiete.

### Georg-Forster-Station

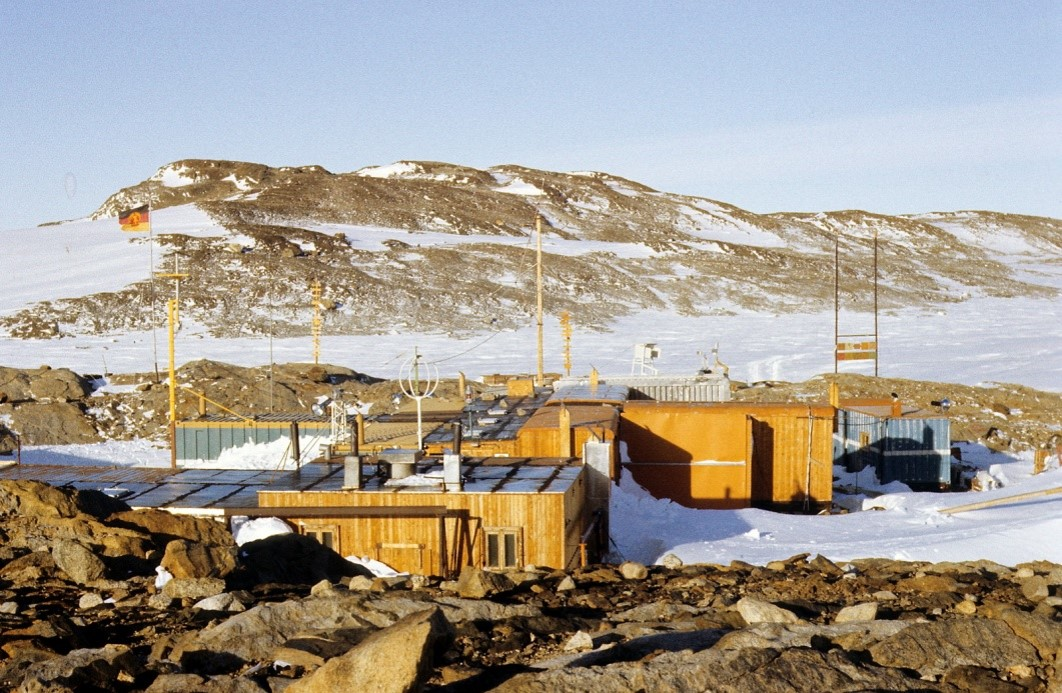
Georg-Forster-Station

Etwa 2 km von der russischen Station Nowolasarewskaja entfernt, wurde am 21. April 1976 auf ca. 120 m. ü. M. die erste deutsche Forschungsbasis in der Antarktis, die Georg-Forster-Station eröffnet. 1987 wurde die von der DDR betriebene Station nach dem Naturforscher Georg Forster benannt. Insbesondere fanden die Ozonmessungen der Station internationale Anerkennung. Während des 17-jährigen Bestehens der Georg-Forster-Station arbeiteten dort über 100 Wissenschaftler. Der wissenschaftliche Betrieb der Forster-Station wurde im Februar 1993 eingestellt. Von 1993 bis 1996 wurde die Station komplett abgebaut und entsorgt. Teile der Schirmacher-Oase gehörten nach der Auflösung des Ostblocks zu den am stärksten verschmutzten Regionen der Antarktis. Polarforscher vom Alfred-Wegener-Institut für Polar- und Meeresforschung in Bremerhaven und vom Arktis- und Antarktisforschungsinstitut in Sankt Petersburg beseitigten 1016 Tonnen Schrott und Abfälle von der ehemaligen DDR-Polarstation und von der russischen Station Nowolasarewskaja.

### Maitri-Station

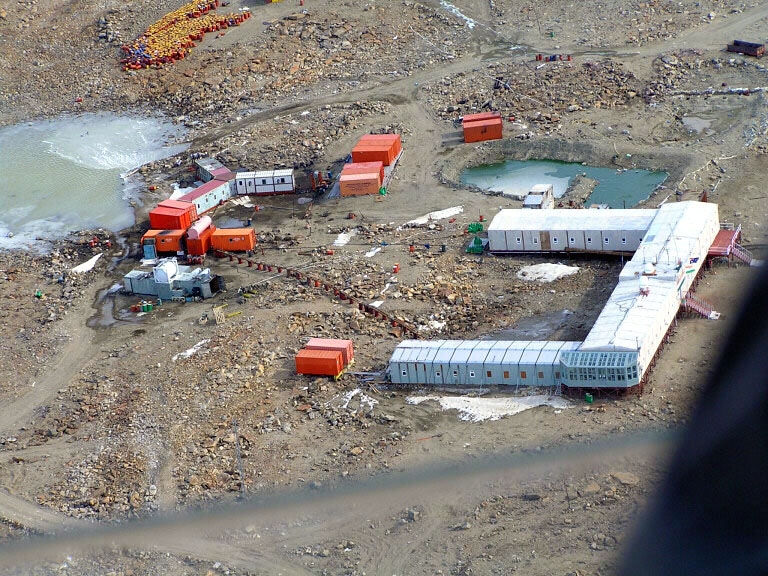
Luftbild der Maitri-Station (2005)

1981 legte auch Indien ein Antarktisprogramm auf. 1983 wurde in etwa 100 km Entfernung von der Schirmacher-Oase die Schelfeisstation „Dakshin Gangotri“ aufgebaut, die 1989 wegen ständiger Verwehungen aufgegeben werden musste. 1988 wurde in der Schirmacher-Oase, etwa 3,5 km von Nowolasarewskaja entfernt, die Maitri-Station () errichtet. Maitri (deutsch Freundschaft) verfügt über eine meteorologische Station sowie ein geomagnetisches und seismologisches Beobachtungszentrum und bietet bis zu 26 Wissenschaftlern und Technikern Platz.

### Whichaway Camp
Die White Desert Ltd mit Sitz in London betreibt das 2012 für Touristen erbaute Whichaway Camp (). Vom 128 km südöstlichen liegenden Flugplatz Wolf’s Fang werden Touristen zum Flugplatz Nowolasarewskaja geflogen und dann mit 4x4-Fahrzeugen zum Whichaway Camp gebracht. Es besteht aus zwei großen Kuppelzelten für gemeinsame Aktivitäten und acht Fiberglaskuppeln (alle auf Holzplattformen), von denen sechs als Schlafzimmer, eines als Küche und das andere für Reinigungsarbeiten genutzt werden. Als Lager dienen drei Container.